# Stanisław Trembecki
Stanisław Trembecki herbu Prus, inna forma nazwiska: Trębecki, pseudonim, kryptonimy i allonimy: Azarycz Ludwik, dworzanin Rady Nieustającej; Bielawski Józef; Czyżewicz Jan Nepomucen; G.J.P.Z.Ł.; Heting; Jeden astronom S.P.S.G.; Kmita Józef; Korytyński Onufry; Mardochée; Nonnote l'abbé; Schultz; Stanisław ou Stanislas le Skythe; S.T.S.J.K. Mci; Żółkowski Wojciech, podsędek płocki, (ur. prawd. 8 maja 1739 w Jastrzębnikach, zm. 12 grudnia 1812 w Tulczynie) – polski poeta okresu oświecenia, w obrębie klasycyzmu jako prądu literackiego, sekretarz królewski. Dramatopisarz, tłumacz i historyk.

## Życiorys
Wywodził się z dosyć zamożnej rodziny. Ojciec Jakub był pisarzem, podstarościm grodzkim Nowego Miasta Korczyna, sędzią i dziedzicem Jastrzębnik w parafii Działoszyce. Matką Ludwina ze Stradomskich (od 1772 roku secundo voto: Kajetanowa Wysokińska). Dzięki babce, Agnieszce z Bełchackich, był spokrewniony z rodem Radziwiłłów, a za ich pośrednictwem z rodem Massalskich.
Trembecki uczył się początkowo w szkole akademickiej w Nowym Korczynie, a od 1753/1754 do lata 1757 roku w Szkołach Nowodworskich w Krakowie, gdzie studiował poetykę, retorykę do semestru letniego 1757 roku i gramatykę (od 17 października 1753). Przerwał jednak naukę i rozpoczął życie kawalerskie. Po powrocie ze szkół terminował w kancelarii (Nowy Korczyn) i zajmował się gospodarstwem. 5 maja 1758 roku został posesorem Chmielowa, a 6 lat później (27 czerwca 1764 roku) był już posesorem całego klucza. Brał też aktywny udział w życiu publicznym, uczestnicząc m.in. w sejmikach proszowickich. Prawdopodobnie w 1762 roku otrzymał tytuł generała-adiutanta buławy wielkiej litewskiej.
Wyjeżdżał m.in. do Francji (lata 1765-1768), gdzie zdobył zaufanie jednego z przywódców konfederacji barskiej, otrzymując od niego tajne dokumenty (instrukcje – 18 lipca 1769 roku, listy – 2 sierpnia), które miał zawieźć królowi lub rządowi francuskiemu. Zdradził jednak konfederatów w Wiedniu (15 września 1769 roku), sprzedając papiery Janowi Niewieścińskiemu – agentowi króla Stanisława Augusta. Wkrótce potem, ścigany przez władze konfederackie, ukrywał pod kilkoma przybranymi nazwiskami (Schultz, Mardochée i Heting). Wśród konfederatów pełnił funkcję agenta wywiadu królewskiego w Paryżu, Karslbadzie, Bielsku i Wrocławiu. Jego pociąg do hazardu, miłostek i awanturniczego życia sprawiły, że szybko stracił majątek, łącznie ze spadkiem po ojcu. Do Polski powrócił w sierpniu 1772 roku (na krótko pojawił się w Warszawie), zadłużony, lecz ze znacznym zbiorem cennych książek i starodruków. Skonfliktowany z rodziną, ponieważ matka (podczas jego nieobecności w kraju) sprzedała, będący jego własnością klucz chmielowski (z wyjątkiem Irzykowic). Wkrótce potem zaczął rościć pretensje do pozostałych w spadku po ojcu Jastrzębnik. Roszczenia swe kierował także do reszty dóbr matki (Świnary, Zielonki i Lędwinów), które zajął zajazdem zimą 1772/1773 (latem 1773 roku toczono o nie proces sądowy). Na początku 1773 roku przeniósł się i zamieszkał w Warszawie.
Od 1769 dworzanin króla Stanisława Augusta Poniatowskiego, jego sekretarz i szambelan, któremu przysługiwał tytuł: rzeczywisty szambelan królewski (od 9 lipca 1773, wraz z przysługującą mu pensją). Otrzymywał pensje miesięczne, które jednak nie starczały Trembeckiemu i narobił sobie nowych długów, aż król zarządził dozór nad pensją poety. Od 7 stycznia 1774 do 1775 pełnił funkcję członka Komisji Wojskowej Koronnej. W 1774 planował, choć nie poślubił bogatej wdowy po architekcie królewskim – Magdaleny Fontana. Ok. 10 października 1781 został kawalerem Orderu Świętego Stanisława. Król Stanisław August predestynował go na swojego poetę dworskiego; Trembecki umacniał piórem jego autorytet i  bronił jego polityki w odach i listach poetyckich – od "Dnia siódmego września" (1773), gdzie odpowiedzialność za rozbiór zrzucał w dużej mierze na konfederatów barskich, po "List do posłów powracających z Grodna" (1793), w którym bronił króla przed atakami patriotów i targowiczan. 1782-1786 przejściowo zbliżył się do opozycji – stronnictwa Ignacego Potockiego i Wojciecha Miera, jednak w 1786 powrócił do całkowitego popierania króla, ośmieszając w poemacie "Spartanka" patriotyczną agitację Izabeli Czartoryskiej. Uzasadniał prorosyjską orientację króla, motywując plany sojuszu wspólnym pochodzeniem Polaków i Rosjan i wspólnym zagrożeniem ze strony Niemiec, co w XIX w. spowodowało uznanie go za prekursora słowianofilstwa. Pisał panegiryki na cześć rodziny i bliskich Stanisława Augusta.
Po detronizacji króla towarzyszył mu w podróżach do Grodna i Petersburga, gdzie kontynuował badania nad początkami Słowiańszczyzny. Po śmierci Stanisława Augusta został mianowany przez Pawła I rzeczywistym radcą stanu i nominalnie sprawował dozór nad wywiezioną Biblioteką Załuskich. 1802-1804 w Granowie u A.J. Czartoryskiego. Następnie był rezydentem w Tulczynie u Szczęsnego Potockiego. W Tulczynie spędził ostatnie lata życie i tutaj zmarł; spoczywa na miejscowym cmentarzu.
Z przekonania S. Trembecki był deistą, antyklerykałem i zwolennikiem libertynizmu o wolteriańskim zabarwieniu.

## Twórczość

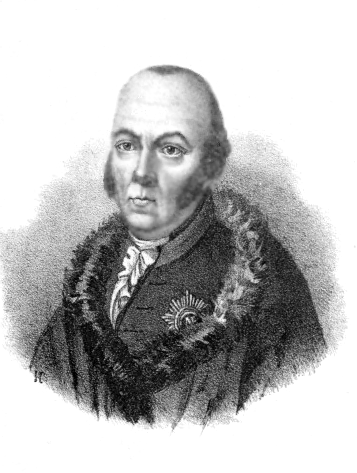
Stanisław Trembecki, litografia anonimowa z XIX w.

Debiutował na początku lat siedemdziesiątych XVIII wieku. Jednak literatem był z przymusu i niechętnie (np. najsłynniejszy swój poemat napisał w zamian za możliwość rezydowania w Tulczynie).
Drażniła go własna twórczość, często podpisywał się cudzymi nazwiskami (używał prawdopodobnie 14 pseudo-, krypto i allonimów) lub wręcz pisał dzieła anonimowe, przez co trudno ustalić jego teksty.
W swej twórczości literackiej przesiąknięty był wpływami literatury i kultury francuskiego klasycyzmu. Tworzył wiersze polityczne, bajki, poematy (najbardziej znany to Sofiówka z 1806). Autor znanego tłumaczenia komedii Syn marnotrawny Woltera (ostatnio wydane drukiem w 2002).

### Utwory
1. Opuchły. Bajka z angielskiego(!) na polski język przetłumaczona, "Zabawy Przyjemne i Pożyteczne" 1773 t. 7, cz. 1, s. 92-98; wyd. następne: zobacz poz. 34; Wydania zbiorowe poz. 1-4, 6-11, 13, 15; Lwów 1882 "Biblioteka Mrówki" nr 6 (razem z poz. 9); utwór oryginalny, przedstawiający alegorycznie I rozbiór Polski
2. Do N.N. (A. Naruszewicza), "Zabawy Przyjemne i Pożyteczne" 1773 t. 8, cz. 1, s. 118-120; wyd. następne: tamże 1777 t. 16, cz. 1, s. 86-88; ogł. T. Mostowski jako wiersz Węgierskiego w: T. K. Węgierskiego Pisma różne, Warszawa 1803 "Wybór Pisarzów Polskich"; zobacz Wydania zbiorowe poz. 1-4, 6-9, 13-15
3. Na dzień siódmy września albo rocznicy elekcji, powst. przed 7 IX 1773, "Nowy Pamiętnik Warszawski" t. 8 (1802), s. 107; wyd. następne: zobacz poz. 34; Wydania zbiorowe poz. 1, 3-4, 6-10, 13, 15 (fragm.); autograf w Bibliotece Instytutu Badań Literackich Warszawa (Zbiory Michalskiego sygn. 310, pt. Dzień siódmy września)
4. Nagrobek hajduka zabitego przy obronie króla, powst. przed 13 IX 1773; 4 wersy pt. Wiersz na obelisko wyd. K. Zubowski: Helikonki, Lublin 1789, s. 11; 2 wersy ogł. w druku anonimowo: Uwagi nad rokiem 1790 (Warszawa 1790) s. 31; 2 wersy z Archiwum Popielów ogł. S. Tomkowicz: Z wieku Stanisława Augusta t. 2, Kraków 1882, s. 71
5. Oda na ruinę zakonu jezuitów, powst. w końcu roku 1773, czyt. na obiadach czwartkowych, wyd. zobacz Wydania zbiorowe poz. 1, 3-4, 6-10, 13, 15, (w licznych współczesnych odpisach najczęściej pt. Oda do zniesionego zakonu)
6. Do Rybińskiego, biskupa kujawskiego, powst. 1744, wyd. zobacz poz. 34 (wariant A), wyd. następne: zobacz Wydania zbiorowe poz. 1-4, 6-11, 13, 15 (pt. Stances do Rybińskiego, biskupa kujawskiego)
7. a) Powązki. Epigramma, powst. 1774, wyd. zobacz Wydania zbiorowe poz. 10, 13, 14, 15 – b) Powązki. Idylle, powst. 1774, "Nowy Pamiętnik Warszawski" t. 8 (1802), wyd. następne: zobacz poz. 34 – c) Powązki. Przez jednego astronoma S.P. S. G., powst. 1776, "Nowy Pamiętnik Warszawski" t. 11 (1803), wyd. następne: jak wyżej poz. 7b (utwór traktowany jako cd. tamtego)
8. Oda do J.W.N.B.K.S. (A. Naruszewicza), powst. 1775 (według J.W. Gomulickiego), "Zabawy Przyjemne i Pożyteczne" 1777 t. 16, cz. 1, s. 88-91, wyd. następne: zobacz poz. 34; zobacz Wydania zbiorowe poz. 1, 3-4, 6-9, 13-15
9. Bajki niektóre Ezopa w guście de La Fontaine ile możności tłomaczone, "Zabawy Przyjemne i Pożyteczne" 1776 t. 13, cz. 2, s. 271-286; 7 przedr. "Nowy Pamiętnik Warszawski" t. 10 (1802), t. 11-13 (1803), t. 17 (1805); wyd. następne: zobacz poz. 34; Wydania zbiorowe poz. 1-4, 6-15; wiele bajek Trembeckiego przedr. liczne antologie, zbiory i czasopisma; przekł. rosyjski (Moskwa 1963)
10. Oda nie do druku, ale w rękopisie mająca być ofiarowana J.O. Ks. J.M.P. (Poniatowskiemu) B. P. podczas wjazdu jego, powst. 1776 (według J. W. Gomulickiego: 1773-1774); z autografu Archiwum Popielów ogł. S. Tomkowicz jak wyżej poz. 4, t. 1, Kraków 1882 (podając datę powst.: 1772); wyd. następne: z autografu Biblioteki Czartoryskich sygn. Ew. XVII 1947 ogł. R. Kaleta, "Ze skarbca kultury" 1953 zeszyt 2
11. Listy do Irydy. S. T.S. J.K. Mci, powst. 1776 (według J. W. Gomulickiego), "Zabawy Przyjemne i Pożyteczne" 1777 t. 16, cz. 2, s. 295-304, wyd. następne: zobacz poz. 34 (wariant B); Wydania zbiorowe poz. 1-4, 6-13, 15
12. Polanka, czyli poema wiejskie, powst. 1779 (według J. W. Gomulickiego), "Nowy Pamiętnik Warszawski" t. 18 (1805), wyd. następne: zobacz poz. 34; Posłanie, "Tygodnik Wileński" 1817, t. 3, s. 208; zobacz Wydania zbiorowe poz. 1-4, 6-10, 13-15, 33; Złoczów 1912 "Biblioteka Powszechna" nr 926; Poznań 1923 "Biblioteka Arcydzieł Literatury" nr 15
13. Syn marnotrawny. Komedia w 5 aktach wierszem przestosowana przez JMci Pana Ludwika Azarycza, dworzanina Rady Nieustającej, wyst. Warszawa 25 XI 1779, wyd. Warszawa 1780, wyd. następne zobacz poz. 34; Wydania zbiorowe poz. 1-4, 6-10, 13; oprac. J. Adamski, Wrocław (1951) "Biblioteka Narodowa" seria I, nr 63, (według Voltaire: L'Enfant prodigue) – Durneis. Poemat heroikomiczny(?), ukończ. 1779
14. Do Najjaśniejszego Pana, (Warszawa 1781), wyd. następne: "Dziennik Wileński" 1815 t. 1, s. 446 (pt. Na powrót Króla Jegomości z Wiszniowca... 8 grudnia 1781 r.); "Pamiętnik Warszawski" t. 2 (1815), s. 189 (pt. Wiersz do króla Stanisława Augusta powracającego z podróży wołyńskiej r. 1787!), zobacz Wydania zbiorowe poz. 1-4, 6-13, 15 (fragm.)
15. Regulus (Uwagi krytyczne o tragedii P. A. Metastasio), powst. 1781, z autografu Biblioteki Czartoryskich sygn. 847 wyd. H. Biegeleisen: Nieznane prace S. Trembeckiego, "Biblioteka Warszawska" 1897 t. 3, s. 301-311; wyd. następne: zobacz Wydania zbiorowe poz. 13; przedr. J. Pawłowiczowa, "Teatr Narodowy 1765–1794", red. J. Kott, (Warszawa 1967), s. 223-230
16. Krasopistwo (Rozprawka), powst. 1782, z autografu jak wyżej wyd. H. Biegeleisen jak wyżej poz. 15, s. 313-315; wyd. następne zobacz Wydania zbiorowe poz. 13
17. Do Ignacego Krasickiego biskupa warmińskiego na przyjazd jego do Warszawy, powst. VII 1782, "Dziennik Wileński" 1817 t. 5, s. 207-209; wyd. następne: Wydania zbiorowe poz. 1-4, 6-14, 15 (fragm.); J. Zakrzewski jak wyżej poz. 9, t. 2, Wilno 1835
18. Do Wojciecha Miera bawiącego na wsi, powst. 1783, "Dziennik Wileński" 1815 t. 1 (pt. Do J. P... M... mieszkającego na wsi), wyd. następne: zobacz Wydania zbiorowe poz. 1-4, 6-10, 12-15; J. Kott, A. Ważyk jak wyżej poz. 7 b)
19. Gość w Heilsbergu do J. O. X. B. W. (I. Krasickiego), powst. (IX 1784), wyd. (Warszawa 1784, 4 wydania); wyd. następne: zobacz poz. 34; Wydania zbiorowe poz. 1-4, 6-13, 15 (fragm.); przedr. J. Kott w: Poezja polskiego Oświecenia jak wyżej poz. 7 b)
20. W dzień św. Franciszka, wyd. (razem z repliką) F. Synakiewicz w: Oktawa św. Franciszka, czyli odpis na świętokradzką satyrę przeciw temu świętemu rzuconą w r. 1784 dnia 4 października pt. W dzień św. Franciszka... z przydaniem not i uwag świętą religię umacniających połączona, Warszawa 1785; wyd. następne: przedr. L. Bernacki w: S. Trembeckiego pisma nieznane wierszem, "Księga pam. ku czci O. Balzera", Lwów 1925
21. Spartanka (poemat), powst. 1786, z odpisu B. Erzepkiego ogł. R. Kaleta: Spartanka. Nieznany poemat S. Trembeckiego, w zbiorze: Miscellanea z doby Oświecenia, Wrocław 1960 "Archiwum Literatury" nr 5
22. List do J. W. Naruszewicza P. W.W. X. L.B. K. S., powst. przed 22 VII 1787, wyd. (Warszawa 1787, 2 wydania), wyd. następne: "Nowy Pamiętnik Warszawski" t. 7 (1802); zobacz Wydania zbiorowe poz. 1-4, 6-13, 15 (fragm.); egz. pierwodruku w: Biblioteka Instytutu Badań Literackich Warszawa, Biblioteka PAN Gdańsk, Państwowe Centralne Archiwum Historyczne Kijów sygn. 49, 2, 87
23. Do Karola Książęcia de Nassau. Liman, powst. 1788, "Dziennik Wileński" 1817 t. 5, s. 331-334; wyd. następne: zobacz Wydania zbiorowe poz. 1-4, 6-10, 13, 15 (fragm.)
24. Pieśń śpiewana na obiedzie w Sielcach pod Łazienkami dnia 7 września 1788 r., brak miejsca wydania (1788), wyd. następne: z kopii w rękopisie Biblioteki Czartoryskich sygn. 938 ogł. L. Bernacki jak wyżej poz. 20; zobacz Wydania zbiorowe poz. 13, 15
25. Pieśń do chłopów krakowskich..., powst. przed 16 września 1788, ogł. I. Stein w: Materiały antropologiczno-archeologiczne i etnograficzne t. 2, Kraków 1897; tekst poprawniejszy z autografu Biblioteki Czartoryskich sygn. 938 ogł. L. Bernacki jak wyżej poz. 20; zobacz Wydania zbiorowe poz. 13; J. Kott w: Poezja polskiego Oświecenia. Antologia, Warszawa 1956, wyd. 2 popr. i uzupełnione, s. 153-156
26. Do moich współziomków, (Warszawa 1789), wyd. następne w: Zbiór mów i pism niektórych z czasów sejmu stanów skonfederowanych r. 1788, Wilno (1789); "Tygodnik Wileński" 1819 t. 2, s. 99; zobacz Wydania zbiorowe poz. 1-4, 8, 10, 12-13, 15 (fragm.)
27. Anakreontyka przy odebraniu czaszy wina z pięknych rąk od J. W. Hulewiczowej Pisarzowej Włodzimierskiej przez Józefa Bielawskiego, brak miejsca wydania  (1791, według J. W. Gomulickiego), wyd. następne: "Tygodnik Polski" 1819 t. 3, s. 283; zobacz Wydania zbiorowe poz. 1, 3-4, 6-10, 13-15; przekł. rosyjski (Moskwa 1963)
28. List do posłów powracających z Grodna, napisany przez G.J. P. Ż. Ł., Warszawa 1793, wyd. następne: "Dziennik Wileński" 1820 t. 3 (błędnie przypisany M. Molskiemu); zobacz Wydania zbiorowe poz. 1, 3-4, 7-13, 15 (fragm.)
29. O tragikomedii jednej polskiej zdanie, powst. prawdopodobnie w 1795, z autografu Archiwum Popielów ogł. S. Tomkowicz jak wyżej poz. 4, wyd. następne zobacz Wydania zbiorowe poz. 13
30. Noty nad refleksjami o książce (F.) Garrana (Recherches politiques sur l'état ancien et moderne de la Pologne), powst. 1795 lub 1796, z autografu Archiwum Popielów ogł. S. Tomkowicz jak wyżej poz. 4, wyd. następne zobacz Wydania zbiorowe poz. 13
31. Starożytność grodzieńska, powst. 1796, z autografu Biblioteki Kórnickiej sygn. 1367 ogł. R. Kaleta, "Pamiętnik Literacki" rocznik 50 (1959), zeszyt 3/4 (z podobizną autografu), wyd. następne zobacz Wydania zbiorowe poz. 15
32. Pokarmy, powst. w latach 1795-1797 (według E. Rabowicza znacznie wcześniej), ogł. F. Grzymała, "Astrea" 1822 t. 2, s. 136-152; wyd. następne: zobacz Wydania zbiorowe poz. 10, 13 – Quelques observations sur les écrits de Mr. le Comte Jean Potocki datés du Caucase, powst. w latach 1797-1798, z autografu Archiwum Królestwa Polskiego (w Archiwum Głównym Akt Dawnych) sygn. 356, s. 1459-1498
33. Sofijówka w sposobie topograficznym opisana, powst. 1804, fragm. "Tygodnik Wileński" 1804 nr 13, całość (poza 20 wersami): "Dziennik Wileński" maj 1806, s. 194-211 (pt. Zofijówka), także wyd. osobne Lipsk (Wilno) 1806; wyd. następne: Wiedeń 1815 (tekst pełny, wraz z 20 brakującymi wcześniej wersami)[4]; zobacz Wydania zbiorowe 1-10, 12-15; Lwów (1883) "Biblioteka Mrówki" nr 69; przekł.: francuski (Wiedeń 1815), łaciński (Paryż 1880), niemiecki (1840), rosyjski (Petersburg 1871)
34. Pisma rozmaite wierszem t. 1-2, Lipsk (Wilno) 1806 (wariant A), nakładem przyjaciół autora, druk. J. Zawadzki, także wyd. tytułowe (wariant B): Wilno 1806; egz. unikatowy wariantu B w Bibliotece PAN Kraków sygn. 8490 i w Bibliotece Jagiellońskiej sygn. 276, (wyd. przygotowane bez współudziału autora); zawartość t. 1: poz. 1, 3, 6-9, 11-12, 19; Przekłady poz. 7; Wiersze – t. 2: poz. 13
35. Moc uprzedzenia. Tragedia w 5 aktach, powst. w Tulczynie, tekst nieznany; inform. E. Rabowicz (s. 21) za K. W. Wójcickim i Z. Wolskim.

Utwory Trembeckiego i pseudo-Trembeckiego ogł. ponadto liczne zbiory, czasopisma i książki, m.in.: "Dziennik Wileński" 1815 t. 1, s. 40, 513; 1816 t. 4, s. 108; 1827 nr 20, s. 75; "Korespondent Narodowy i Zagraniczny" (1794 nr 97); "Nowy Pamiętnik Warszawski" t. 7 (1802); Opisanie foxhalu warszawskiego i londyńskiego (Warszawa 1785); "Pamiętnik Warszawski" t. 4 (1816), s. 32; sierpień 1817; "Pamiętnik Umiejętności Moralnych i Literatury" 1830 zeszyt 2; "Tygodnik Polski" 1819 t. 1, s. 293; "Tygodnik Wileński" 1818 t. 4, s. 111; "Znicz" 1834, s. 69.
Z publikacji, w których pojawiły się jego wiersze, warto tu wymienić: Pamiętniki K. Koźmiana (t. 2, Poznań 1858); Z wieku Stanisława Augusta S. Tomkowicza (jak wyżej poz. 4); Pisma wierszem i prozą T.K. Węgierskiego (jak wyżej poz. 9); publikację H. Biegeleisena (jak wyżej poz. 15) oraz Trembeciana J. Kotta ("Pamiętnik Literacki" rocznik 41, 1950, zeszyt 3/4).
Ogłaszane pod nazwiskiem Trembeckiego wiersze i inne pisma (z rękopisów) wchodziły stopniowo do jego wydań zbiorowych, gdzie zostały zaakceptowane przez powtórzenia lub eliminowane (autorstwo wielu nie jest dotąd potwierdzone). Proces wzbogacania i oczyszczania kanonu tekstów Trembeckiego ukazuje zawartość kolejnych wydań zbiorowych. J. Kott, wydawca poz. 13 Wydań zbiorowych, szczegółowo i krytycznie omawia wszystkie (poprzedzające jego edycję) rozproszone publikacje trembecianów. Po jego wydaniu z roku 1953 nieznane wiersze lub nieznane wersje wierszy Trembeckiego ogłaszali:
- J. W. Gomulicki: Ankieta personalna S. Trembeckiego, "Twórczość" 1955 nr 6
- J. Platt: Trembeciana, "Pamiętnik Literacki" rocznik 47 (1956), zeszyt 3, s. 174
- W. Woźnowski: Nieznane wiersze Trembeckiego i Węgierskiego, "Pamiętnik Literacki" rocznik 47 (1956), zeszyt 3, s. 177-184
- J. W. Gomulicki: Trembecki kontra Blanchard, "Nowe Książki" 1957 nr 19
- E. Rabowicz: Literackie kontakty S. Trembeckiego z Albertem Mierem, "Pamiętnik Literacki" rocznik 53 (1962), zeszyt 4
- E. Rabowicz: S. Trembecki w świetle nowych źródeł, jak wyżej poz. 7 b, s. 348, 411, 437-438.

Ponadto można też porównać poz. 4, 21, 31-32.
Wiele jego wierszy (i pseudo-Trembeckiego) przedrukowały antologie i zbiory, m.in.: W. Borowy: Od Kochanowskiego do Staffa, Lwów 1930, wyd. 3 Warszawa 1958; J. Kott, A. Ważyk: Wiersze, które lubimy, Warszawa 1951; J. Kott: Poezja polskiego Oświecenia. Antologia jak wyżej poz. 7 c; S. Czernik, J. Huszcza: Księga humoru polskiego, Warszawa 1958.

### Przekłady
1. J.B. Racine: Andromacha. Akt 1-2, tłum. 1778, tekst włączony do przekł.: Andromacha. Tragedia Racine’a w 5 aktach, przekładania wierszem Alberta Miera, 3 rękopisy (kopie)z poprawkami Miera w Lw. Państw. Nauk. Bibl. (Zbiory Baworowskich sygn. 840-842/II), wyst. Kraków 31 marca 1828 (pod nazwiskiem Miera), fragm. "Rozmaitości Naukowe" 1829, s. 53-70
2. A. Piron: Oda do Priapa, powst. w latach 1770-1779(?), rozpowszechniana w odpisach, wyd. w: Dwa wiersze, Berdyczów (Kraków) 1922; wyd. następne: z odpisów z XVIII w. ogłosił J. Kott w dodatku do Wydania zbiorowego poz. 13, pt. Obscoena, Warszawa 1953
3. W. Shakespeare: Fragment angielski, powst. przed rokiem 1788, "Tygodnik Wileński" 1820 t. 9, s. 154; wyd. następne: zobacz Wydania zbiorowe poz. 2-4, 6-7, 9, 13
4. A.L. Staël-Holstein: Przyjdzie czas, w którym doznasz tęskliwej boleści..., powst. 1795, ogł. L. Bernacki z odpisu Biblioteki Czartoryskich sygn. 938 jak wyżej Ważniejsze utwory poz. 20; wyd. następne zobacz Wydania zbiorowe poz. 13
5. W. R. Spencer: Miłość niemowlę, powst. 1795, "Dziennik Wileński" 1806 t. 4, zeszyt 1; wyd. następne: zobacz Wydania zbiorowe poz. 3-4, 7, 9; z autografu Biblioteki Czartoryskich sygn. 938 ogł. L. Bernacki jak wyżej Ważniejsze utwory poz. 20; Wydania zbiorowe poz. 13
6. T. Tasso: Jerozolima wyzwolona, fragm. księgi 4, "Nowy Pamiętnik Warszawski" t. 4 (1801), s. 240-246; wyd. następne: przytacza F. K. Dmochowski w: I. Krasicki: O rymotwórcach i rymotwórcach w: Dzieła I. Krasickiego t. 3, Warszawa 1804 i wyd. następne; przedr. "Pamiętnik Lwowski" 1817, s. 113-115; zobacz Wydania zbiorowe poz. 13; rękopis: Biblioteka Śląska Katowice sygn. 173 IV, s. 15-23
7. P. Vergilius Maro: Początek ks. 4 Eneidy, "Nowy Pamiętnik Warszawski" t. 3 (1801), s. 229; wyd. następne: zobacz Ważniejsze utwory poz. 34; Wydania zbiorowe poz. 1-4, 6-10, 13
8. Voltaire: Sierota chiński. Akt 1, tekst włączony do przekł. tragedii J. Radowickiego wyd. pod jego nazwiskiem (Warszawa 1806); wyd. następne: zobacz Wydania zbiorowe poz. 3-4, 7-10, 13
9. (P. A. Metastasio): Sen. Tłumaczenie z włoskiego, "Tygodnik Polski" 1820 nr 77, s. 380; wyd. następne: zobacz Wydania zbiorowe poz. 1-4, 7-10, 13, (w pierwodruku nazwisko Trembeckiego opatrzone było znakiem zapytania)
10. J.A. Nieledinski-Mielecki: Przestań, strumyczku, mruczenia..., z autografu Archiwum Popielów ogł. S. Tomkowicz: Z wieku Stanisława Augusta t. 2, Kraków 1882, s. 47-48; wyd. następne zobacz Wydania zbiorowe poz. 13
11. Q. Horatiusz Flaccus: Ułomek z przekładania ody Horacjusza (epody drugiej), "Tygodnik Wileński" 1817 t. 3, s. 3; wyd. następne: zobacz Wydanie zbiorowe poz. 2-4, 7, 9, 13
12. Q. Horatiusz Flaccus: Oda 7 (faktycznie: Oda 10) z księgi II, wyd. zobacz Wydania zbiorowe poz. 3; wyd. następne: zobacz Wydania zbiorowe poz. 4, 7, 10, 13; przedr. J. Kott w: Poezja polskiego Oswiecenia. Antologia jak wyżej Ważniejsze utwory poz. 7 c
13. Q. Horatiusz Flaccus: Ody 10-11 z księgi III, z autografu Archiwum Popielów ogł. S. Tomkiewicz jak wyżej poz. 10, s. 49-50; wyd. następne zobacz Wydania zbiorowe poz. 13
14. Q. Horatiusz Flaccus: List do Augusta, "Dziennik Wileński" 1822 t. 2, s. 330; wyd. następne zobacz Wydania zbiorowe poz. 5, 13
15. Q. Horatiusz Flaccus: Satyra 6 z ks. II, z autografu Trembeckiego w Archiwum Popielów ogł. S. Tomkowicz jak wyżej poz. 10, przedr. zobacz Wydania zbiorowe poz. 13.

Bardziej szczegółowe informacje o rękopisach poszczególnych utworów podają przypisy do Wydania zbiorowego poz. 13 i 15 oraz monografia E. Rabowicza jak wyżej Ważniejsze utwory poz. 7 b.

### Wydania zbiorowe
1. Poezje... Nakładem wydawców "Tygodnika" (wyd. B. Kiciński), t. 1 Warszawa (przed 1 X 1819), t. 2 Warszawa 1820 (na okładce: 1821, z datą cenzury: 15 VIII 1821), t. 3 Warszawa 1819 (na okładce 1820); zawartość t. 1: Życie S. Trembeckiego – Poemata opisujące (Ważniejsze utwory poz. 7b-c, 12, 33) – Listy (Ważniejsze utwory poz. 2, 6, 11, 14, 17, 19, 22; Do Komarzewskiego jenerała, Do Mariańskiego kowala, Do X. Jenerałowej Czartoryskiej, Do Jasia o fryzowaniu) – Bajki (Ważniejsze utwory poz. 1, 9; Wróbel, Góra w połogu, Pająk i mucha – t. 2: oddz. 1: Pieśni (Ważniejsze utwory poz. 5, 8, 18, 27); Przekłady poz. 9; Wiersz do jenerałowej Wittowej, Wiersz na przyjęcie Stanisława Augusta w domu Pawła Popiela, Pieśń do kobiet, Do pani Tyszkiewiczowej, Wiersz do X-cia Repnina, Wiersz do pani Tekli, Skoropis do Miera, Kupido, Do Kossowskiej w tańcu, Arkadia, Oda Balon, Do F. D. Kniaźnina, Na dom nowy Xcia K. Poniatowskiego, Duma pisana... w Peczarze nad Bohem, Do Stryniewicza buńczucznego – oddz. 2: Wiersze pisane w materiach politycznych (Ważniejsze utwory poz. 26, 28; Do fiakrów, Ma pan rozum, Do sądu sejmowego, Joannes Sarcasmus, Do Xcia Czartoryskiego posła województwa lubelskiego) – oddz. 3: Wiersze różne (Ważniejsze utwory poz. 3, 23; Epitalamium Branickiemu, Wiersz na śmierć Xcia Czartoryskiego w r. 1774, Spowiedź, Snycerz, Do Węgierskiego pożegnanie, Kazanie do kaznodziejów) – oddz. 4: Wiersze pod imieniem Bielawskiego (Sen czyli sąd, Do szacownego poety Bielawskiego, Zgoda, Sąd Appolina, Epigrammy o sobie samym) – t. 3: Tłumaczenia (Ważniejsze utwory poz. 13; Przekłady poz. 7)
2. Poezje... z popiersiem autora podług rysunku wiedeńskiego. Wydanie trzecie powiększone, Wilno 1821 (z datą cenzury: 21 X), druk. B. Neuman; egz. unikatowy w Bibliotece Uniwersytetu Warszawskiego sygn. 4.20 7/103; zawartość: jak wyżej poz. 1 t. 1 i t. 3, Wiersze rozmaite (Ważniejsze utwory poz. 18, 23, 26; Przekłady poz. 3, 9, 11; 10 dalszych utworów wspólnych z t. 2 poz. 1; Do Stanisława Augusta od ziemian sandomierskich, Z imionnika pani M. K., Kupido pokorny, Nagrobek pannie Antoninie K., Fraczek, Duma z okoliczności wojny 1812 r. wynikłej, Pszczoły, Do Jana Mariańskiego. Tom kończył się adresowanymi do Trembeckiego wierszami A. Felińskiego i F. K. Dmochowicza
3. Poezje... Z popiersiem autora podług rysunku wiedeńskiego. Wydanie trzecie powiększone, z dodaniem objaśnień do Zofijówki t. 1-2, Wilno I-III 1822, (druk. B. Neuman); zawartość t. 1: jak wyżej poz. 2 bez Wierszy rozmaitych – t. 2: Wiersze rozmaite – Przekłady poz. 5, 8, 12; Objaśnienia do poematu opisowego Zofijówka
4. Dzieła poetyczne... Nowe zupełnie wydanie z popiersiem autora t. 1-2, Wrocław (przed 12 VII 1828), nakładem W. B. Korna; zawartość i układ jak wyżej poz. 3
5. Rozbiór poezji... przez H. Klimaszewskiego cz. 1, Wilno 1830; zawartość: Ważniejsze utwory poz. 7b-c, 33; Przekłady 7, 14, objaśnienia wydawcy; wyd. krytyczne oparte także na nieistniejących dziś autografach
6. Poezje... Z popiersiem autora podług rysunku wiedeńskiego. Wydanie czwarte poprawione i powiększone, z dodaniem objaśnień do Zofijówki t. 1-2, Wilno 1836 (z datą cenzury: 28 II 1835), druk. A. Dworzec; zawartość i układ jak wyżej poz. 3, ale ze spowodowanymi przez cenzurę pewnymi opuszczeniami (np. w tomie 2: Ważniejsze utwory poz. 26, 28)
7. Poezje... Z popiersiem autora. Wyd. nowe J. N. Bobrowicza t. 1-2, Lipsk 1836 "Biblioteka Kieszonkowa Klasyków Polskich" nr 24-25 (druk. Breitkopf i Haertel); zawartość oparta na poz. 3 (poza paroma opuszczeniami), układ nieco zmieniony; zawartość t. 1: Krótka wiadomość o życiu s. Trembeckiego (jak wyżej poz. 1) – Bajki (jak wyżej poz. 2) – Wiersze rozmaite (jak wyżej poz. 3 t. 2, z pominięciem poz. 26 Ważniejszych utworów) – Listy (jak wyżej poz. 1, ale z dodaniem Ułomka) – Wiersze pod imieniem Felińskiego (jak wyżej poz. 1 t. 2, ponadto jak w poz. 3 t. 2: Przekłady poz. 5, 12) – Wiersz Felińskiego – t. 2: (Poemata opisujące): Ważniejsze utwory poz. 7b-c, 12, 33; Przekłady poz. 7 – (przekłady dramatów Voltaire’a): Ważniejsze utwory poz. 13; Przekłady poz. 8
8. Poezje... (wyd. K.J. Turowski) t. 1-3, Sanok 1858 (nakładem i drukiem K. Pollaka), wyd. następne (tytułowe): Sanok 1868; Poezje... Trzy tomy w jednym. Nowe wydanie, Kraków 1882; zawartość i układ jak wyżej poz. 1
9. Poezje..., Warszawa 1865 "Biblioteka Klasyków Polskich" oddz. I, cz. 2 (nakładem J. Breslauera), wyd. następne (tytułowe): Warszawa 1909; zawartość i układ jak wyżej poz. 7
10. Pisma... (wyd. T. Ziemba) t. 1-2, Lwów 1883 Biblioteka Klasyków Polskich nr 7-8 (nakładem H. Altenberga)
11. Bajki i listy, Złoczów (1913), "Biblioteka Powszechna" nr 926
12. Sofijówka i wybór poezji, oprac. W. Jankowski, Kraków (1925) "Biblioteka Narodowa" seria I, nr 80
13. Pisma wszystkie, wyd. krytyczne oprac. J. Kott, t. 1-2, Warszawa 1953
14. (Wybór poezji), Warszawa 1964 "Poeci Polscy"
15. Wiersze wybrane, oprac. i wstępem poprzedził J. W. Gomulicki, (Warszawa 1965) "Biblioteka Poetów".

Współcześnie wiersze Trembeckiego rozchodziły się m.in. w rękopiśmiennych "wydaniach" zbiorowych, sporządzanych masowo w latach 1785-1787, kilka takich "wydań" (w rękopisach: Biblioteka Czartoryskich sygn. 1894; Lw. Państw. Nauk. Bibl. – Zbiory Baworowskich sygn. 447-448; Biblioteka Narodowa nr akc. 6757-6758, BOZ sygn. 1012; Biblioteka Kórnicka sygn. 520) omawia E. Rabowicz: Korsarskie "wydania" rękopiśmienne w: S. Trembecki w świetle nowych źródeł.

### Listy i materiały
1. Fragm. listów Trembeckiego z okresu jego udziału w konfederacji barskiej, ogł. W. Konopczyński: Tajemnica Trembeckiego, "Przegląd Narodowy" 1913; przedr. w: Od Sobieskiego do Kościuszki, Kraków 1921
2. Do Sz. Corticellego(?) fragm. 4 listów z roku 1772 z Bielska; w przekł. polskim ogł. L. Siemieński: Portrety literackie t. 3, Warszawa 1868, s. 31-35
3. Do K. Karasia z 27 września 1773 (fragm.) i do L. Bruneta z września 1776, ogł. E. Woroniecki: Trembecki jako słowianofil, "Biblioteka Warszawska" 1913 t. 1
4. Do Stanisława Augusta 31 listów z lat 1774-1789, ogł. H. Biegeleisen: Listy Trembeckiego do króla, "Ateneum" 1897 t. 4, s. 387-428
5. Do Stanisława Augusta z lat 1777 i 1795 oraz do nieznanej osoby z roku 1779, ogł. S. Tomkowicz: Erudycja Trembeckiego, "Przegląd Polski" t. 56 (1880); przedr. w: Z wieku Stanisława Augusta (t. 1) Kraków 1882; warianty brulionowe listu z roku 1777 ogł. T. E. Modelski: Nieznane uwagi marginesowe S. Trembeckiego, "Studia staropolskie. Księga ku czci A. Brücknera" 1928
6. Do Stanisława Augusta z roku 1780, J. Konarzewskiego 2 listy z roku 1781, F. i L. Ryxów 9 listów z lat 1783-1794 (w sprawach rachunkowych), a. Chodkiewicza 3 listy z lat 1795-1796; ogł. J. Platt: Trembeciana, "Pamiętnik Literacki" rocznik 47 (1956), zeszyt 3
7. Do Stanisława Augusta z 1 października 1781 wraz z kopią listu otrzymanego od A. Gersona Kalahary z 19 czerwca 1779, ogł. J. Kott Trembeciana, "Pamiętnik Literacki" rocznik 41 (1950), s. 923-924
8. Do D. Comellego z roku 1782 i 2 listy do A. Ponińskiego, ogł. L. Bernacki: Drobiazgi literackie z czasów Stanisława Augusta, "Pamiętnik Literacki" rocznik 25 (1928), s. 605; autograf listów do Ponińskiego w Archiwum Państwowym Historii Lwowa sygn. 2434
9. Do Ewy Dembowskiej z roku 1783, ogł. K. W. Wójcicki: Cmentarz Powązkowski p. Warszawą t. 1, Warszawa 1855, s. 244
10. Do Stanisława Augusta z Heilsbergu i Królewca z września 1784, ogł. J. Kott: Dwa listy Trembeckiego, "Zeszyty Wrocławskie" 1952 nr 1, s. 19-20
11. Do Stanisława Augusta z 6 lutego 1785, ogł. H. Biegeleisen: Udział S. Trembeckiego w sprawie Dogrumowej, "Prawda. Księga zbior. ... A. Świętochowskiego" Lwów 1899 s. 39
12. Do W. Engeströma z lat 1787-1791, ogł. "Nowy Pamiętnik Warszawski" t. 7 (1802), s. 174-177; przedr. L. Bernacki jak wyżej poz. 8
13. Do Stanisława Augusta 7 listów z lat 1790-1794, list do nieznanego adresata i 4 kwity; ogł. L. Bernacki, "Pamiętnik Literacki" rocznik 35 (1938), s. 213-221
14. Do J. U. Niemcewicza bilet wizytowy z roku 1794, "Kronika Rodzinna" 1884 s. 738
15. Do Stanisława Augusta z roku 1795, 6 fragmentów ogł. S. Tomkowicz: Trembecki i wynalazek balonu, "Czas" 1879 nr 185-186; przedr. jak wyżej poz. 5; opis "wynalazku" w Archiwum Głównym Akt Dawnych (Archiwum Królestwa Polskiego sygn. 204, k. 118-119)
16. Do Stanisława Augusta 32 listy z lat 1796-1797, ogł. J. Platt: Nieznane listy S. Trembeckiego w zbiorze Jabłonny, "Pamiętnik Literacki" rocznik 45 (1954), zeszyt 3
17. Do J. Niewieścińskiego z Petersburga 1/12 lutego 1798, A.J. Czartoryskiego 7 listów z Petersburga i Witebska z lat 1801–1802, T. Witskiego 16 listów z Petersburga i Witebska z roku 1802; ogł. W. T. Baranowski: S. Trembeckiego nieznane listy, "Prace Komisji do Badań nad Historią Literatury i Oświaty" t. 1, Warszawa 1914
18. Do ks. J. Poniatowskiego z roku 1800, ogł.: S. Wężyk Groza: Pamiątki i wspomnienia rozmaite, Wilno 1848, s. 78-80; K. W. Wójcicki, "Dziennik Warszawski" 1854 nr 49-50; przedr.: L. Siemieński: Portrety literackie jak wyżej poz. 1, s. 104-107; T. Ziemba zobacz Wydania zbiorowe poz. 10 t. 1
19. Do Róży Potockiej z roku 1804/1805, ogł. J. Kott: Ostatni list Trembeckiego, "Pamiętnik Literacki" rocznik 45 (1954), zeszyt 3
20. Od A. Naruszewicza z 5 marca 1790, ogł. J. I. Kraszewski, "Gazeta Codzienna" 1854 nr 265; przedr. J. Platt w: Korespondencja Adama Naruszewicza, 1762-1796, Wrocław 1959
21. Od J. Albertrandiego z 18 czerwca 1801, ogł. A. Kraushar: Towarzystwo Warszawskie Przyjaciół Nauk t. 2, Krakow 1900, s. 133
22. Listy t. 1-2, oprac. J. Kott i R. Kaleta, Wrocław 1954; tu 216 listów od/do Trembeckiego oraz noty, pokwitowania itp. z lat 1769-1802, w tym także poz. 1-21, 23, 25-26; w dodatku 11 listów innych osób dot. Trembeckiego
23. Korespondencja, ogł. E. Rabowicz w aneksie do: S. Trembecki w świetle nowych źródeł, Wrocław 1965 "Instytut Badań Literackich PAN Studia z Okresu Oświecenia" nr 3, s. 463-511; zbiór 39 listów od/do/o Trembeckim z lat 1774-1791, nieuwzględnionych w poz. 22 oraz 12 skryptów dłużnych, rozliczeń oraz upoważnień poety
24. Wypisy z akt kościelnych, grodzkich i ziemskich, m.in.: metryka ślubu rodziców poety z roku 1735, skrypty dłużne, upoważnienia i kontrakty dzierżawne z lat 1768–1770, testament matki z roku 1779; ogł. E. Rabowicz w aneksie do: S. Trembecki w świetle nowych źródeł jak wyżej poz. 23, s. 447-462
25. Kwit dla J. Dembowskiej z 11 lipca 1774; "rezolucja" na pytania S. Dembowskiego z roku 1774(?); ogł. K. W. Wójcicki jak wyżej poz. 9; autograf w Bibliotece PAN Kraków sygn. 713, s. 624-625 (nieznany wydawcom poz. 22)
26. Rewers dla F. Mierkułowa z 3 grudnia 1799, ogł. T. Wierzbowski: Materiały do dziejów piśmiennictwa polskiego t. 2, Warszawa 1904, s. 148; autograf w Bibliotece Jagiellońskiej sygn. 6147 IV, t. 16 (nieznany wydawcom poz. 22)
27. Notaty brulionowe nt. polemiki z książką M. Wielhorskiego: O przywróceniu dawnego rządu podług pierwiastkowych Rzeczypospolitej ustaw, Londyn 1775; rękopisy: PAN Kraków sygn. 1401; Archiwum Główne Akt Dawnych (Zbiór Popielów sygn. 435)
28. Dokument z zwolnieniu S. Trembeckiego z pracy w Cesarskiej Bibliotece Publicznej w Petersburgu, rękopis: Biblioteka im. Sałtykowa Szczedrina w Leningradzie.

Autografy korespondencji Trembeckiego zachowano w zbiorach: Archiwum Główne Akt Dawnych: Archiwum Kameralne, Archiwum Królestwa Polskiego, Archiwum ks. J. Poniatowskiego, Korespondencja Stanisława Augusta, Zbiory z Muzeum Narodowego; Lw. Państw. Nauk. Bibl.; Biblioteka Czartoryskich; Biblioteka Instytutu Badań Literackich Warszawa; Biblioteka Narodowa; Biblioteka PAN Kraków; Muzeum Narodowe Kraków; Ossolineum; Państwowe Centralne Archiwum Historyczne Kijów; Wojewódzkie Archiwum Państwowe Kraków i Archiwum Domowe Potockich.
Bardziej szczegółowe informacje podają poz. 6, 16, 19, 22-23.

## Opracowania dot. twórczości Trembeckiego

### Monografie
1. C. Backvis: Un grand poète polonais du XVIIIe siècle: S. Trembecki. L'étrange carrière de sa vie et de sa grandeur, Paryż 1937
2. E. Rabowicz: S. Trembecki w świetle nowych źródeł, Wrocław 1965 Instytut Badań Literackich PAN, "Studia z Okresu Oświecenia" nr 3

### Wybrane opracowania nt. twórczości
1. Album studiosorum Universitatis Cracoviensis t. 5 (1720-1780), wyd. K. Lewicki, J. Zathey, Kraków 1956, s. 110
2. "Gazeta Warszawska" 1781 nr 81 Suplement (o otrzymaniu przez Trembeckiego orderu Św. Stanisława)
3. E. Biezborodko: Dziennik... (1795-1797) w: Króla Stanisława ostatni pobyt w Grodnie, "Rocznik Towarzystwa Historyczno-Literackiego w Paryżu. R. 1873-1878" (Poznań 1878)
4. F. K. Dmochowski: (O przekładzie Racine’a przez Trembeckiego), "Nowy Pamiętnik Warszawski" t. 8 (1802), s. 102
5. (O wystawieniu Syna marnotrawnego): "Gazeta Warszawska" 1803 nr 5 (dodatek "Teatr")
6. E. Słowacki: O przekładaniu z obcych języków na ojczysty (powst. przed rokiem 1815), "Dziennik Wileński" 1820 t. 3, s. 405 i następne
7. M. Konarski:: Kilka szczegółów o życiu i dziełach S. Trembeckiego. Wyjątki z listów p. Michała Konarskiego, "Dziennik Wileński" 1815 t. 1, s. 118-126
8. A. Feliński: Pisma własne i przekładania wierszem t. 1, Warszawa 1816, s. CXXXIV-CXXXVI
9. Materiały do dziejów literatury i oświaty na Litwie i Rusi (1805-1865) t. 1, oprac. T. Turkowski, Wilno 1935 "Źródła i Materiały Historyczne. Wydział III Towarzystwa Przyjaciół Nauk w Wilnie" nr 2
10. Sofiówka, poema del polacco S. Trembecki, "Lo Spettatore" (Mediolan) 1816.

## Upamiętnienie
- Jego imię nosi ulica na warszawskiej Woli.
- W Łazienkach Królewskich w Amfiteatrze znajduje się jego posąg wykonany przez Tommaso Righiego według projektu André Le Bruna[5].